# Loxostegopsis
Loxostegopsis là một chi bướm đêm thuộc họ Crambidae.

## Các loài
- Loxostegopsis curialis Barnes & McDunnough, 1918
- Loxostegopsis emigralis (Barnes & McDunnough, 1918)
- Loxostegopsis merrickalis (Barnes & McDunnough, 1918)
- Loxostegopsis polle Dyar, 1917
- Loxostegopsis xanthocepsalis (Hampson, 1918)
- Loxostegopsis xanthocrypta